# Hospital Umberto I
Hospital Umberto I (lê-se Umberto Primo) também conhecido pelos nomes Hospital e Maternidade Umberto I, Antigo Hospital Matarazzo ou Hospital Matarazzo, foi um hospital construído em 1904 por Francesco Matarazzo na cidade de São Paulo. Localizava-se em um terreno de 27 419 mil metros quadrados no bairro Bela Vista. Fazia parte de um conjunto de prédios em estilo neoclássico que foram tombados em 1986, como bem cultural de interesse histórico-arquitetônico pelo Conselho de Defesa do Patrimônio Histórico, Arqueológico, Artístico e Turístico (CONDEPHAAT). A propriedade faliu, encerrou suas atividades em 1993 e ficou fechada durante 20 anos. Em 2011, o imóvel foi adquirido pelo grupo francês Allard e atualmente (2022) passa por um processo de restauração. Além da reforma das edificações preexistentes, está prevista a construção de um complexo de luxo, com sede do hotel seis estrelas da rede Rosewood, o primeiro do tipo na América Latina. A abertura das portas com 46 de 160 quartos, três restaurantes e um bar com jazz em 19 de março de 2022 representa uma inauguração parcial, já que ainda abrangerá residências, escritórios, shoppings e áreas para uso comercial. A entrega completa do complexo está prevista para 2024.

## História

### A origem da fundação (1878 a 1904)

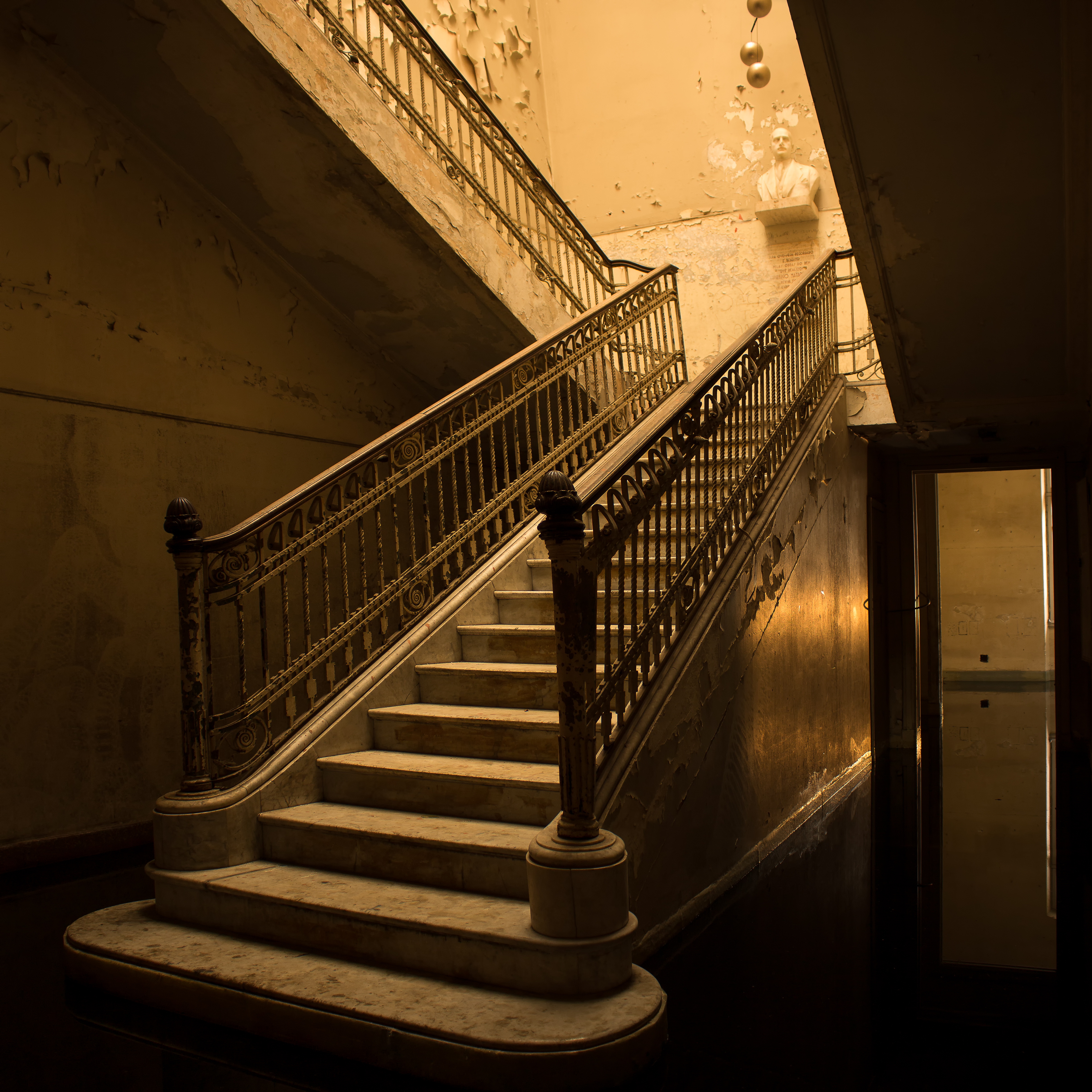
Escada em Hospital Umberto I

A Società Italiana di Beneficenza foi a entidade mantenedora do Hospital Matarazzo – Umberto I desde sua criação até 1986. Esta associação beneficente foi constituída em 1878, há muito pouco tempo do início da imigração italiana na cidade de São Paulo e também há apenas oito da data que simboliza a unificação italiana. A criação da Società Italiana di Beneficenza, presidida inicialmente pelo Dr. Ignazio Bertoldi, foi fruto da iniciativa dos poucos italianos que residiam em São Paulo. Tinha como objetivo a prestação de assistência à saúde para a totalidade de imigrantes italianos e seus descendentes no Brasil, assim, a primeira iniciativa da entidade foi a construção e manutenção de um hospital.
Em 1881, na gestão do Sr. Francisco Barra, a Società adquiriu um terreno para construção do hospital, hoje na esquina da Rua Major Diogo e São Domingos, no Bairro do Bexiga, que abrigava uma população basicamente de negros e de imigrantes. Em junho de 1885 foi lançada a pedra fundamental e a construção foi concluída em 1892. A comunidade italiana mobilizava-se para a viabilização da construção de um novo hospital, destacam-se Rodolfo Crespi, Egidio Pinotti-Gamba, Emídio Falchi e o Conde Matarazzo. Um terceiro terreno foi comprado (primeira escritura datada de 1902) nas proximidades da Avenida Paulista e lá se inaugurou, em 14 de agosto de 1904, o novo hospital. Neste mesmo ano a Società altera seus estatutos tomando uma nova denominação: Società Italiana di Beneficenza in San Paolo Ospedale Umberto I. Em seu primeiro ano de funcionamento o Ospedale Umberto I registrou a internação de 710 doentes, sendo 85 pensionistas e 626 indigentes, no ambulatório foram realizadas cerca de 6 956 consultas médicas.[carece de fontes?]

### Arquitetura dos pavilhões principais
Inicialmente o prédio foi idealizado pelos arquitetos Luigi Pucci e Giulio Mecheli com capacidade para 250 leitos, sua arquitetura inicial era neoclássica e divida em alas de acordo com a capacidade financeira de cada paciente, porém devido à falta de recursos a obra não pôde ser concluída.[carece de fontes?]

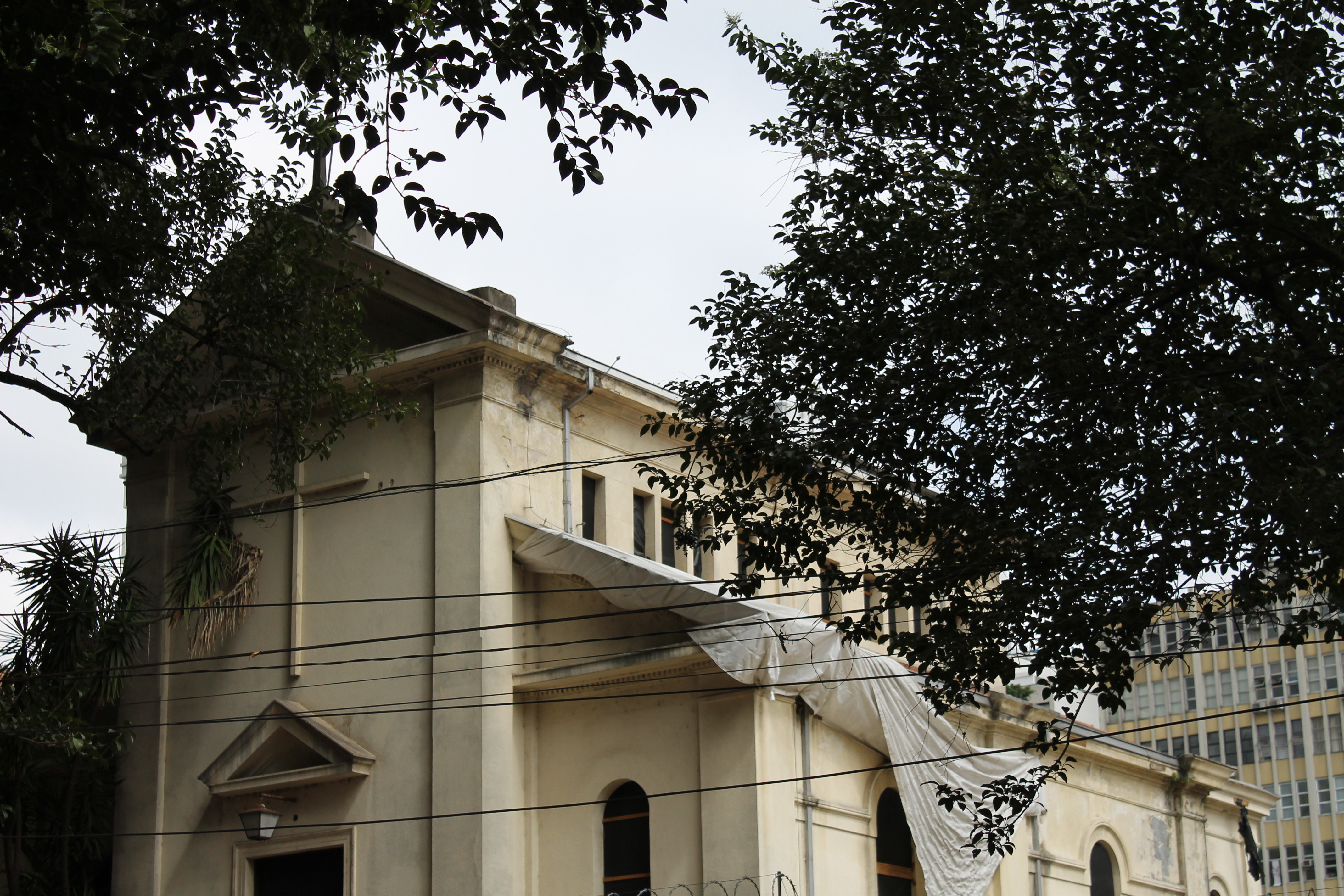
Capela do antigo hospital Humberto I, no Cidade Matarazzo, São Paulo (SP), Brasil

#### Pavilhão Administrativo e Antigo Hospital (1904)
Possui volumetria palladiana, e conceito de perspectiva do arquiteto italiano Andrea Palladio (1508-1580).

#### Capela de Santa Luzia (1922)
Foi assinada pelo arquiteto Giovanni Batista Bianchi (1885–1942), que chegou em São Paulo em 1911. Ela foi feita em amarelo Sienna em scagliola (imitação do mármore), técnica milenar muito usada na Itália. Possui fachada neoclássica, vitrais originais e interior na cor amarelo Sienna com itens na técnica milenar italiana Scagliola (uma espécie de imitação do mármore).

#### Maternidade Condessa Filomena Matarazzo (1943)
Construída por ordem da condessa Filomena Matarazzo sob as bases arquitetônicas neoclassicistas, seque estética baseada na simetria. 

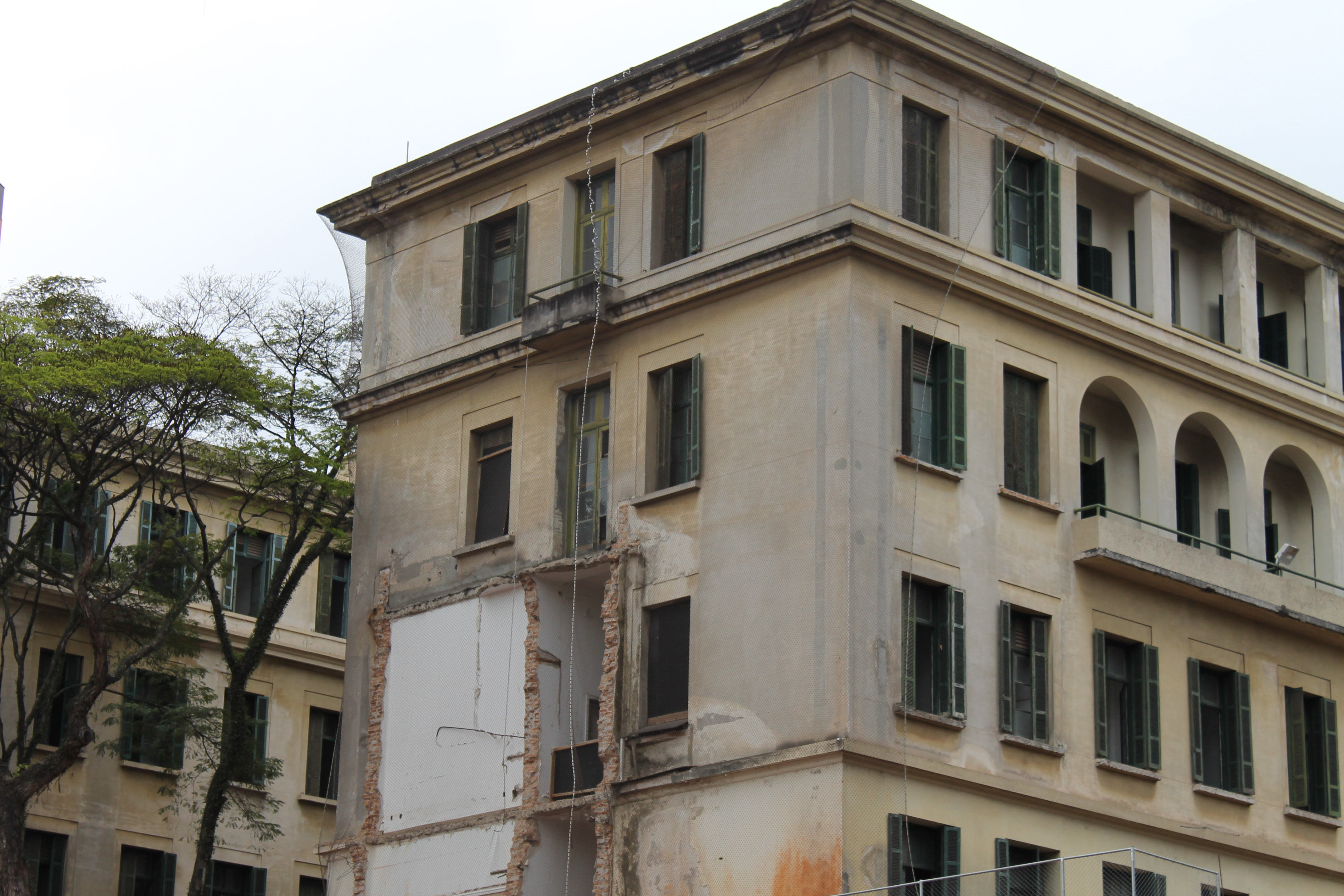
Obras de restauro da Maternidade
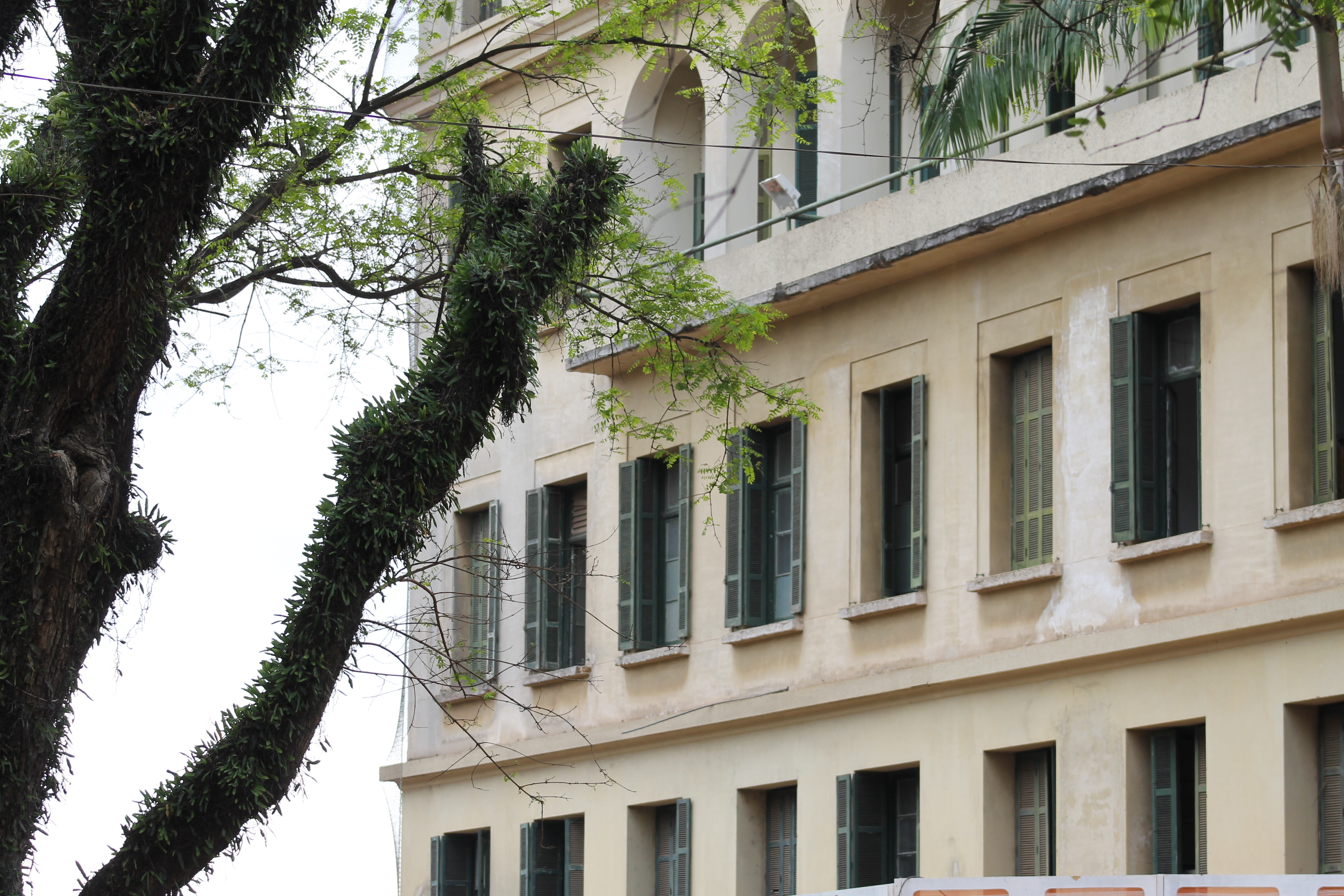
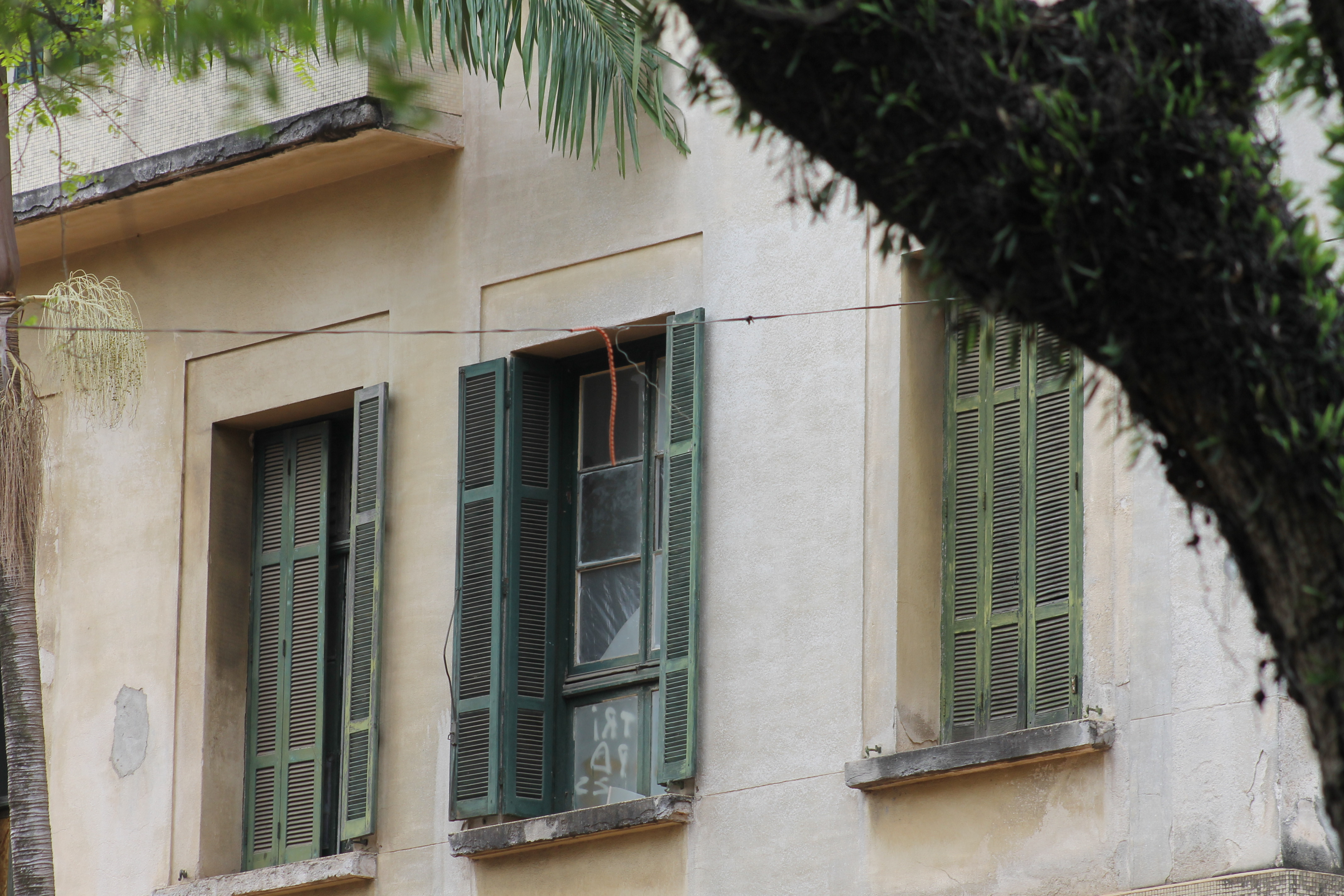
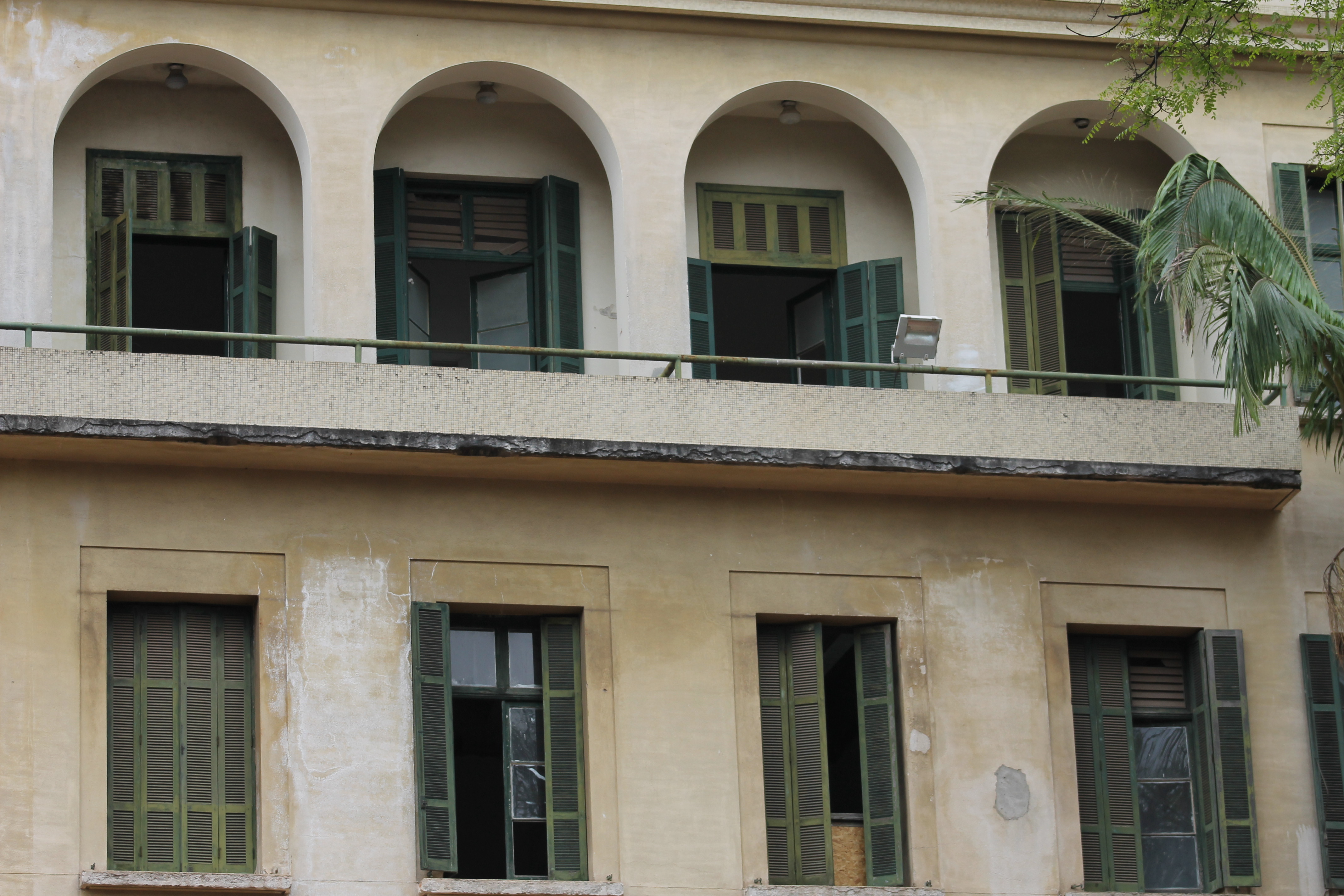

### A Extensão até o encerramento (1905 a 1993)
Sob o slogan “A saúde dos ricos para os pobres”, o complexo teve seu apogeu e decadência no século XX. Em 1943, foi inaugurada a Maternidade Condessa Filomena Matarazzo, criada especialmente para o parto da filha do conde Matarazzo. Na década de 1950, o hospital Umberto I chegou a ter 500 leitos. Nos anos 1970, passou a ser considerado como referência na formação de médicos. O complexo firmou convênio com o Instituto Nacional de Assistência Médica da Previdência Social (Inamps). A maternidade chegou a ser considerada a melhor da América do Sul. Durante muito tempo foi o complexo hospitalar foi o único que atendia o Sistema Único de Saúde (SUS). O complexo hospitalar cresceu ao longo do século XX, incorporando novas alas e serviços e foi tombado em 1986 pelo CONDEPHAAT como um bem cultural de interesse tanto histórico quanto arquitetônico para a cidade de São Paulo:
- Prédio original do Hospital Humberto I (pavilhão administrativo), 1904
- Casa de Saúde Francisco Matarazzo, 1915
- Capela, 1922
- Casa de Saúde Ermelino Matarazzo, 1925
- Cozinha, Lavanderia e Refeitório, 1929
- Residência das irmãs, Ambulatórios e Enfermarias, anterior a 1930
- Clínica Pediátrica Amélia de Camilis, 1935
- Pavilhão Vitório Emanuele III, 1937
- Maternidade Condessa Filomena Matarazzo, 1943
- Prédio Hospitalar (ampliação), 1974.
- Tombamento de alguns prédios . 1974
- Encerramento das atividades hospitalares. 1993

### Reformas e reestruturação (1993 até 2011)
O complexo hospitalar foi à falência e ficou fechado desde 1993 e, em 1996, foi comprado pela Caixa de Previdência dos Funcionários do Banco do Brasil (Previ). Já existiam pretensões de vender o espaço para construir um hotel de luxo e um shopping no local. No entanto o tipo de tombamento feito em 1986 impedia a construção de instalações que descaracterizassem o projeto original, outro fator que freou essa proposta foi uma mobilização social dos moradores da Bela Vista, que moveram uma ação civil reiterando que os prédios permanecessem intactos a fim de preservar a história local. Além disso, o alto custo da reforma seria alto demais o que acabou afastando muito dos possíveis compradores.
Em 1998 o terreno foi ocupado por um grupo de moradores em situação de rua. O local teve depredações e roubo de equipamentos durante os anos em que permaneceu fechado. Em 2005, a Fundação Zerbini, ligada ao Instituto do Coração (Incor-SP), quis alugar o espaço durante um período de 20 anos. Novamente por questões de custo, a negociação não foi para frente. A solução veio com a proposta do grupo internacional Allard, que arrematou o imóvel por 117 milhões de reais após fazer um acordo com o governo e moradores do bairro. Em 2013 o CONDEPHAAT fez uma audiência pública para alterar os termos do tombamento e permitir construções no local. A resolução que mudava o tombamento de 1986 listava novos termos de reforma, restauração e conservação dos pavilhões principais, permitindo a intervenção paisagística, demolição de um prédio e construção de uma torre. A proposta só teve aval do governo em 2014. Em 2016, o Conselho Municipal de Preservação do Patrimônio Histórico, Cultural e Ambiental (Conpresp) aprovou as mudanças paisagísticas.
- Reposicionamento do complexo 1993-2018
- Prédios do antigo Hospital Humberto I ficam abandonados, 1993
- Caixa de Previdência dos Funcionários do Banco do Brasil (Previ) compra a propriedade, 1996
- Ocupação por moradores sem-teto, 1998
- Associação de moradores move uma ação pública para impedir mudanças estruturais no terreno a fim de preservar o patrimônio histórico, 1999
- Fundação Zerbini mostra interesse em alugar o terreno, 2005
- Grupo Allard compra a propriedade por 117 milhões de reais, 2011[13]
- Com aval do Ministério Público, Tribunal da Justiça permite novas construções no empreendimento, 2012
- Nova resolução de tombamento que lista os termos da reforma e demolição de algumas áreas, 2014[14]
- Exposição Made By...Feito por Brasileiros, 2014
- Aprovação do Projeto Legal e alvará para a construção do complexo de luxo, 2015
- Rock na Cidade, 2015
- Início das obras, 2015
- Previsão de inauguração da Cidade Matarazzo, 2018

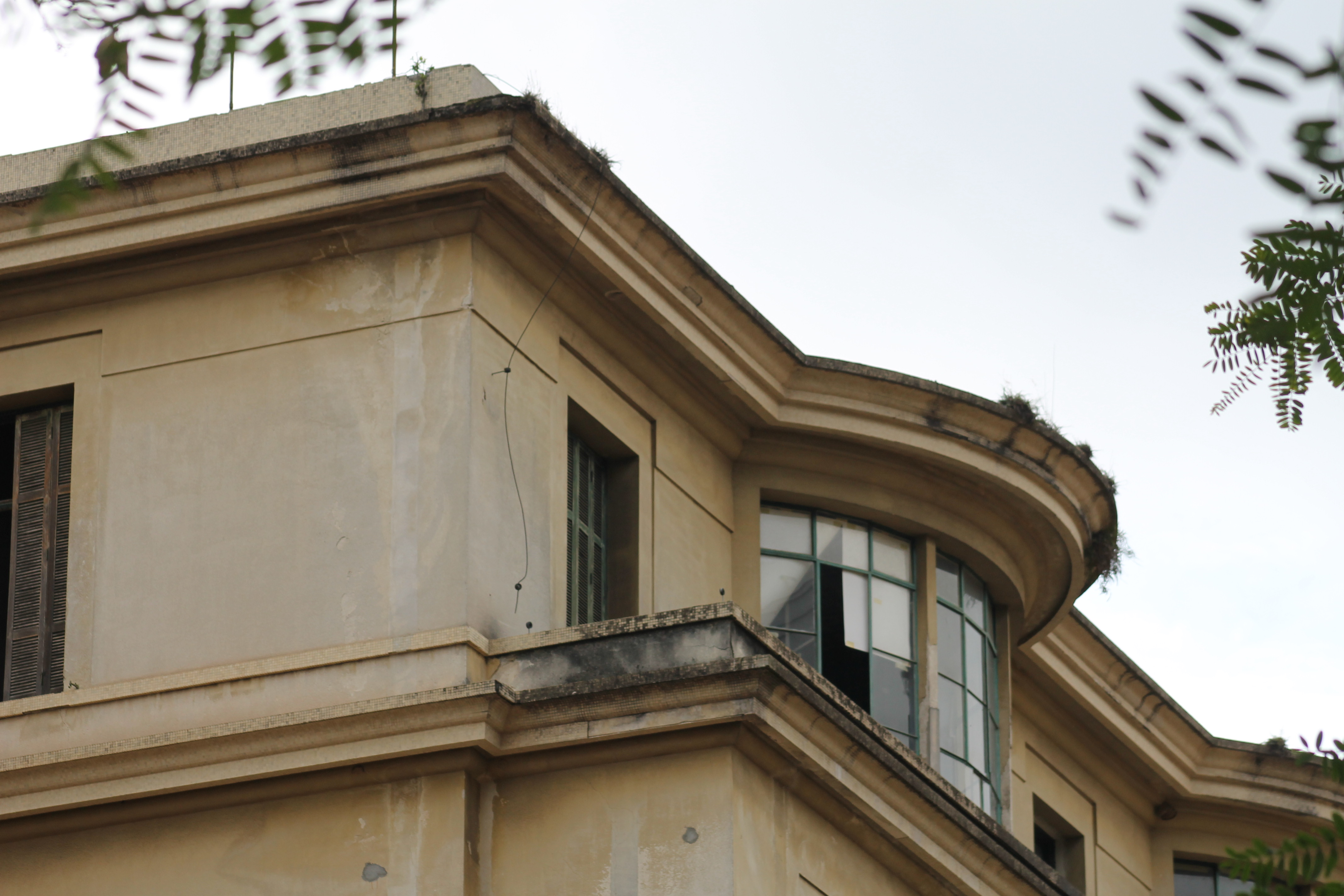
detalhe da janela quebrada na maternidade
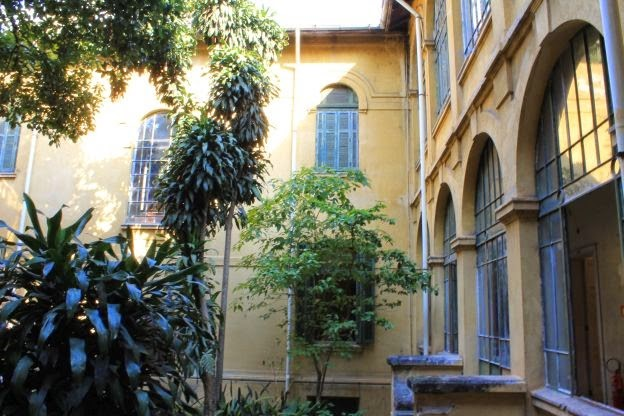
Fachada lateral
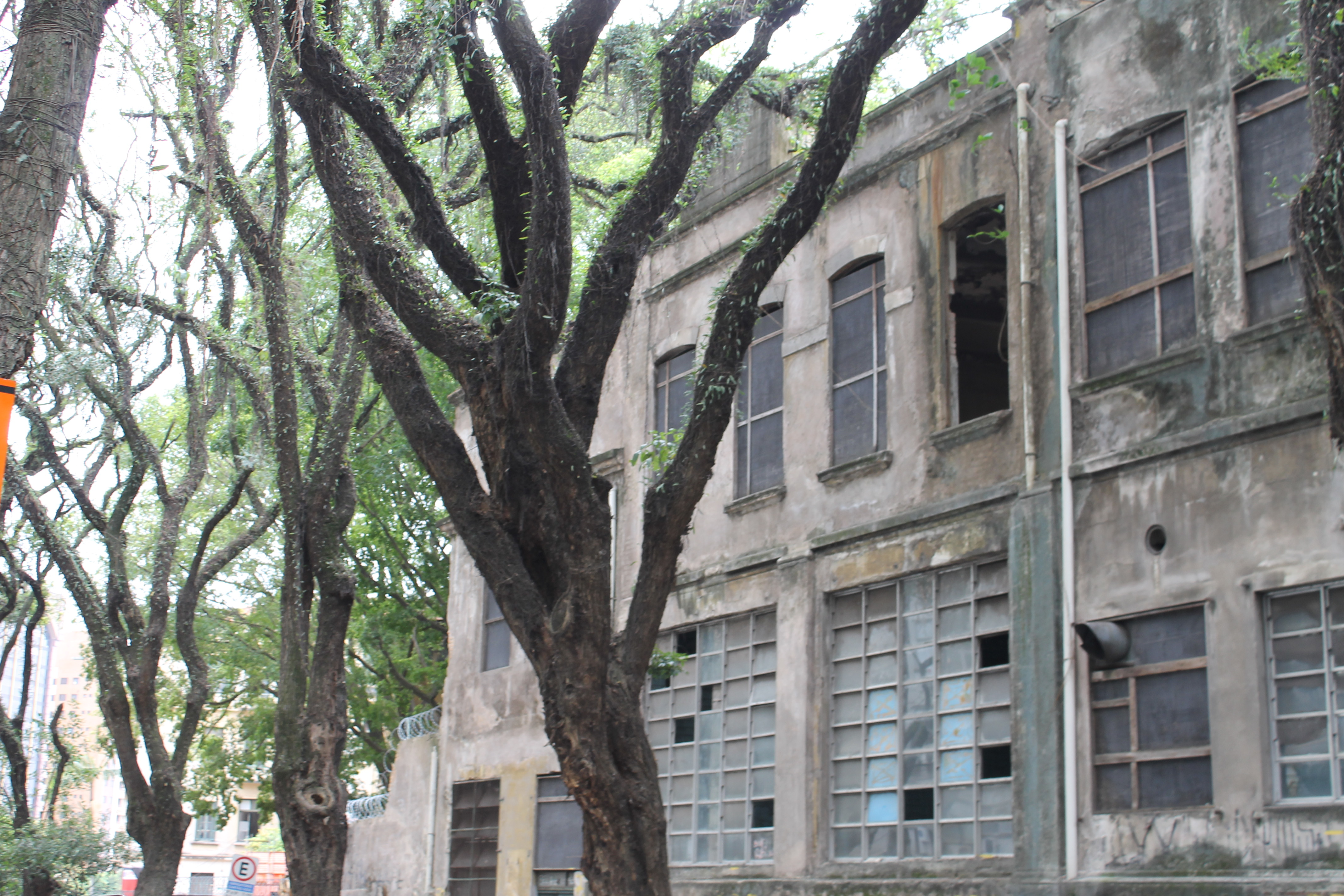
Vidraças quebradas e prédio abandonado na rua itapeva
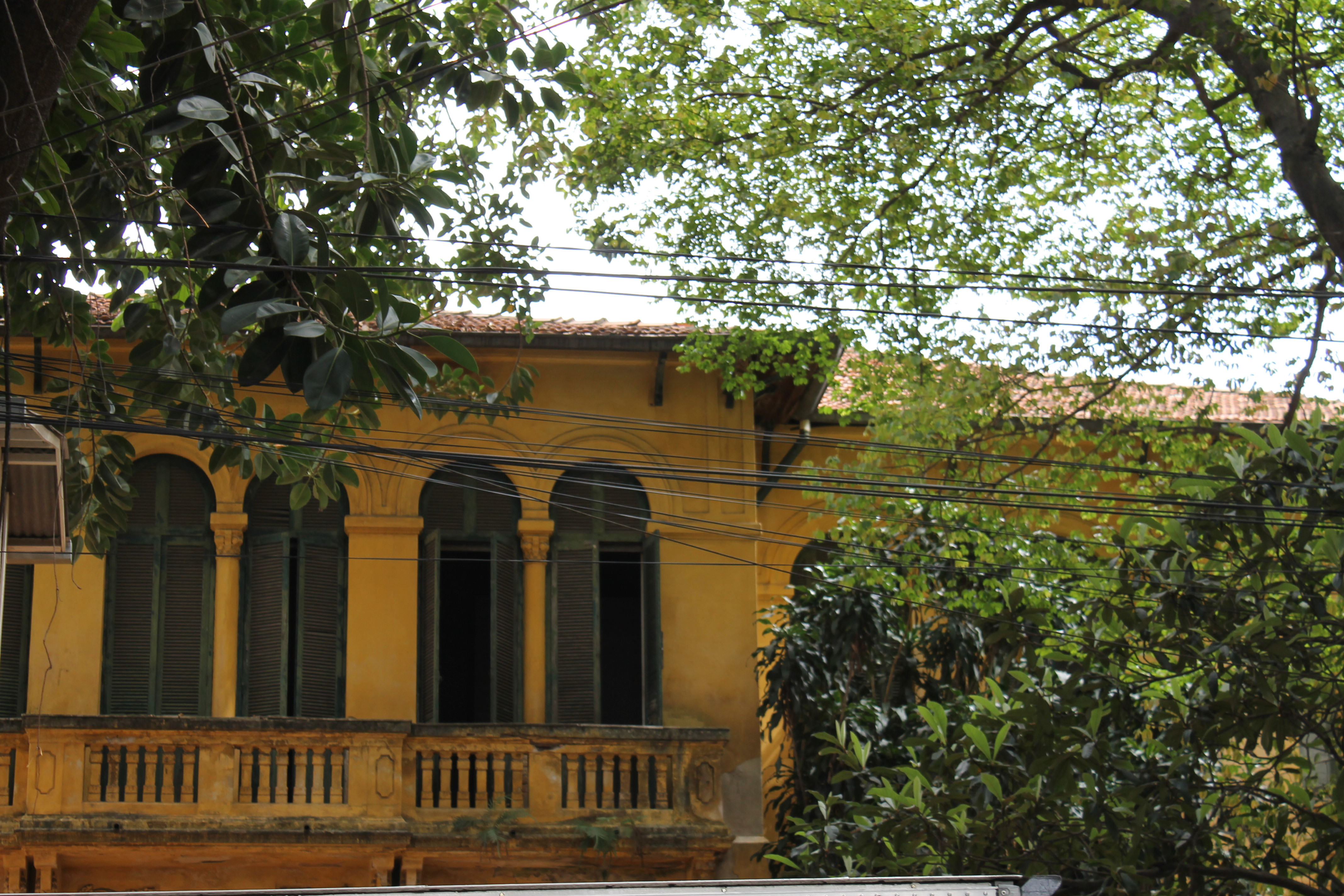
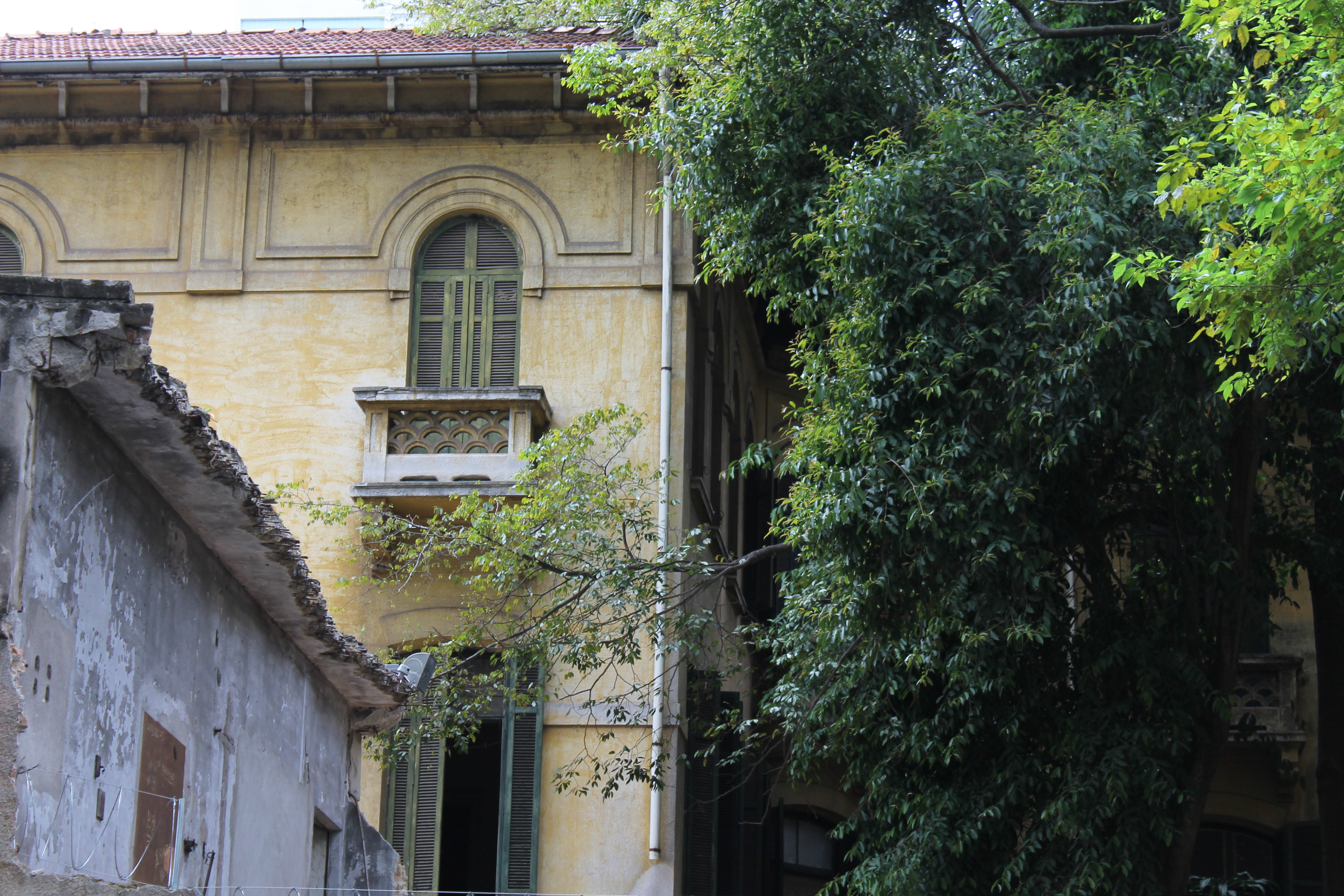

## Feito por Brasileiros
Em 2014 realizou-se uma grande exposição de arte contemporânea, Made By… Feito por Brasileiros, aberta ao público com visitação gratuita. Mais de 100 artistas expuseram suas obras em alguns prédios do complexo em forma de instalações.
Idealizada por Alexandre Allard, a exposição reuniu obras e instalações de cerca de cem artistas brasileiros e estrangeiros do primeiro time da cena contemporânea, incluindo Francesca Woodman, Tunga, Vik Muniz, Lygia Clark, Beatriz Milhazes e Joana Vasconcelos. Alguns artistas plásticos colocaram-se contra o projeto por se tratar de uma propaganda de um empreendimento ligado ao luxo e ao consumo.
A invasão criativa foi agraciada com o prêmio APCA – Associação Paulista de Críticos de Arte, na categoria Artes Visuais, como a melhor iniciativa cultural de 2014. A premiação veio coroar o sucesso de público da mostra: em apenas 25 dias, ela recebeu cerca de 120 mil visitantes.
Algumas ocupações foram:
- Vídeo "Baba Antropofágica" (1973) ,da artista Lygia Clark onde pessoas vão tirando tiram linhas da boca a fim de cobrir quem está deitado no chão;
- Filmes clássicos de terror do Zé do Caixão, cineasta José Mojica Marins;
- Na fachada, foram projetados depoimentos em vídeo de pessoas que possuem memórias afetivas do antigo hospital;
- A artista Cinthia Marcelle reuniu toda a poeira acumulada por quase 20 anos no prédio e a fixou no piso. Somente uma faixa da sujeira no chão foi limpa e promoveu um contraste interessante;
- Bailarinos fizeram uma performance no andar térreo da maternidade em meio a cenografia proposta por Beatriz Milhazes. A coreografia foi de autoria da irmã da artista;
- A artista Maria Thereza Alves escreveu um texto sobre a família industrial. Ela nasceu no hospital e seu pai trabalhou em empresas do grupo Matarazzo;
- Ana Mazzei gravou um coração com os nomes "Chico & Filó" em paredes do hospital e em uma árvore já morta. Foi uma homenagem ao casal Francisco e Filomena Matarazzo;
- Sala que teve uma parte restaurada enquanto a outra permanecia rachada e quebrada como o resto do edifício abandonado. A criação foi do artista Daniel Senise;
- Atelier colaborativo com Sofia Borges;
- Estátuas de santos encontradas no local foram reagrupadas como as de São Paulo, São Pedro e São Francisco. Junto com plantas medicinais elas formaram uma instalação do artista Rodrigo Bueno;
- O norueguês Per Barclay montou uma piscina com óleo que refletia uma escada do edifício;
- Duas ambulâncias antigas foram enchidas por Daniel de Paula com lâmpadas e luminárias. Todos os itens pertenciam ao antigo hospital.

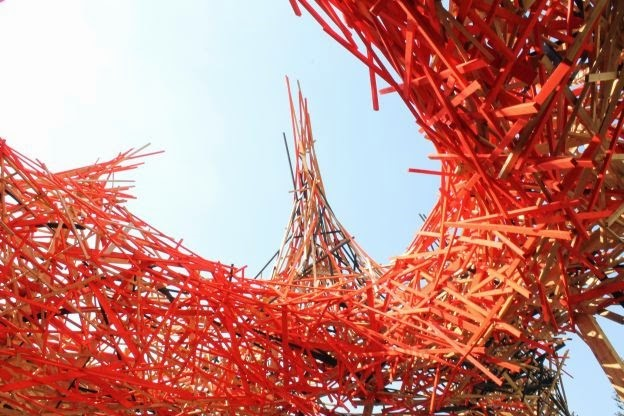
Uma das instalações da exposição
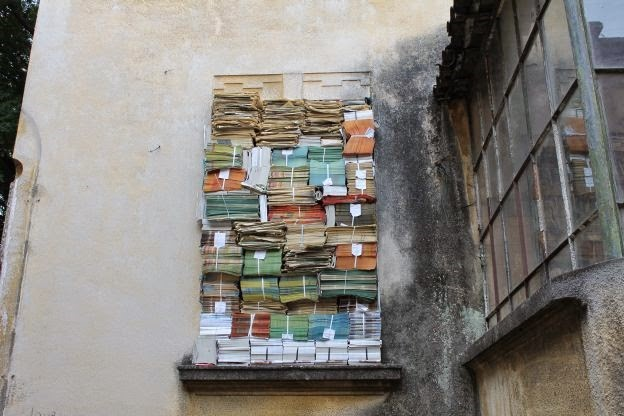
Pilha de livros sob janela
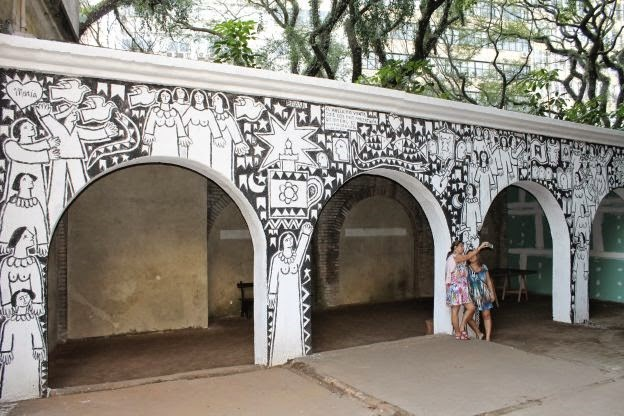
O grafite também teve vez na exposição

## Rock na Cidade
Em 2015, a Cidade Matarazzo abre suas portas para receber o evento Rock na Cidade, em celebração ao aniversário da cidade de São Paulo, que completou 461 anos no dia 25 de janeiro. O festival teve produção da 89 FM A Rádio Rock e apoio da Prefeitura de São Paulo, com entrada e shows gratuitos de 40 bandas como IRA!, Garage 18, Preto Massa, Toyshop, Moondogs, Trela e Urban Legion. Foram 1600 inscrições pelo programa Temos Vagas 89, para fomentar a inserção de artistas no início de carreira. A ocasião contou também com DJ's, alameda gastronômica com food trucks, palco para tirar selfies e feira de adoção de animais.

## Restauro do antigo hospital e Cidade Matarazzo
Com acompanhamento dos órgãos responsáveis pelo tombamento, o Groupe Allard, criado por o empreendedor Alexandre Allard, está revitalizando a histórica propriedade fechada à população desde 1993. A aprovação do projeto foi publicada no Diário Oficial da Cidade de São Paulo em 23 de Janeiro de 2015. A previsão é de que a Cidade Matarazzo reabra suas portas no decorrer do ano de 2018 com novas alas que integram parque aberto, hotel, apartamentos, shopping e escritórios, com direito a duas áreas corporativas de até oito pavimentos. O Cidade Matarazzo também será sede de lojas de luxo e de um Centro de Criatividade que terá estúdio para música e arte contemporânea, sala de projeção que serão alugadas, espaço para futuras exposições e áreas para artesanato. O escritório de arquitetura franco-brasileiro Triptyque é o responsável pelo projeto executivo da reforma e do projeto de reuso das edificações que já existiam e terão uso comercial. Segundo o cronograma da empresa, a construção da torre denominada Rosewood será a primeira a ser realizada, em 2018, ao passo que as demais restaurações do complexo serão inauguradas pouco a pouco até o ano de 2020.
A restauração ficará por conta do arquiteto Jean Nouvel, que pretende construir o novo espaço remanescendo o conceito já feito por Francisco Matarazzo em na década de 1990. Segundo a empresa responsável pela reforma da cidade Matarazzo, o prédio construído por Nouveal será o primeiro a ser entregue e o restante do complexo será aberto gradualmente até o ano de 2020.[carece de fontes?]

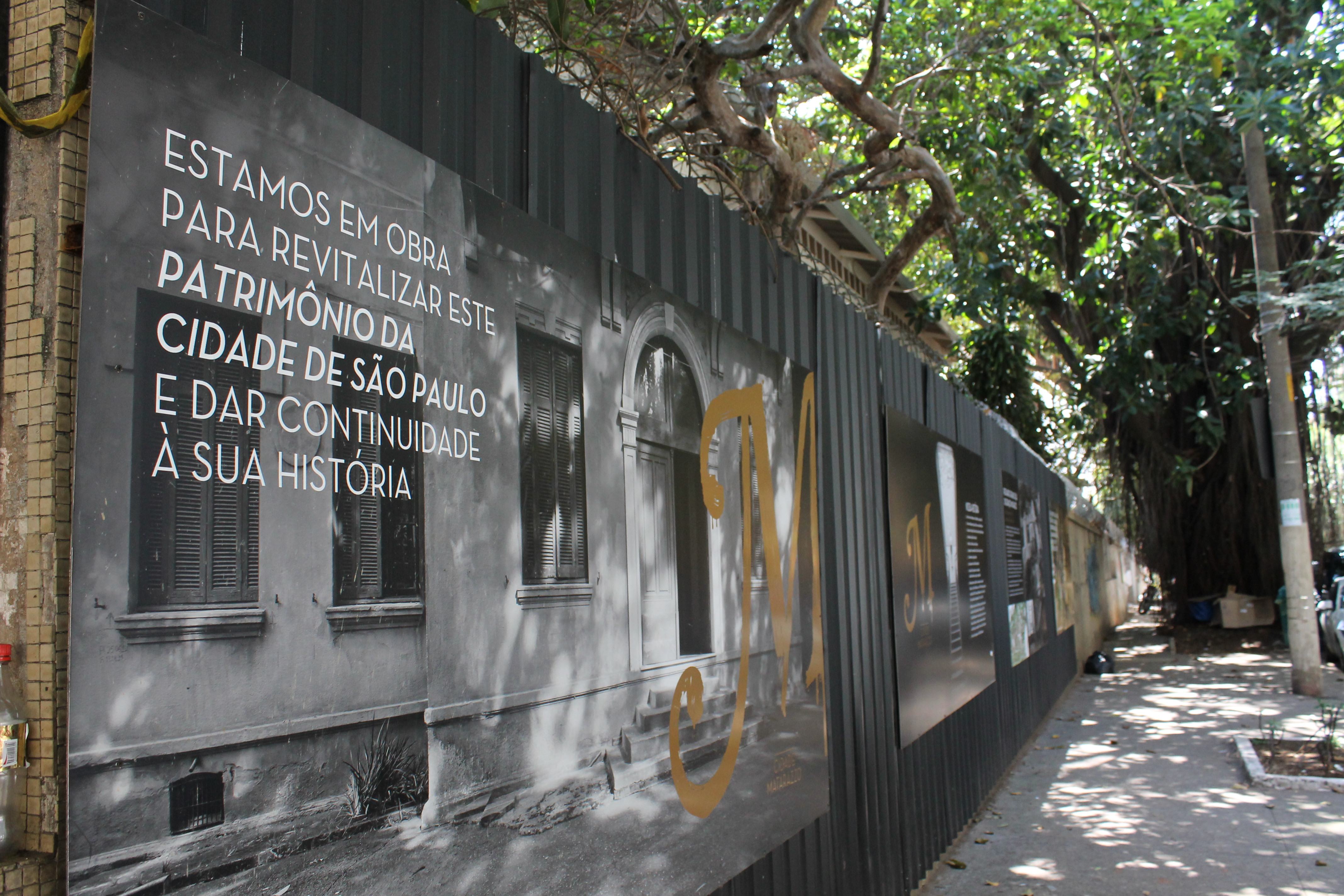
Fachada do complexo, que está em obras, possui um muro que conta a história do Hospital e pontua detalhes da revitalização
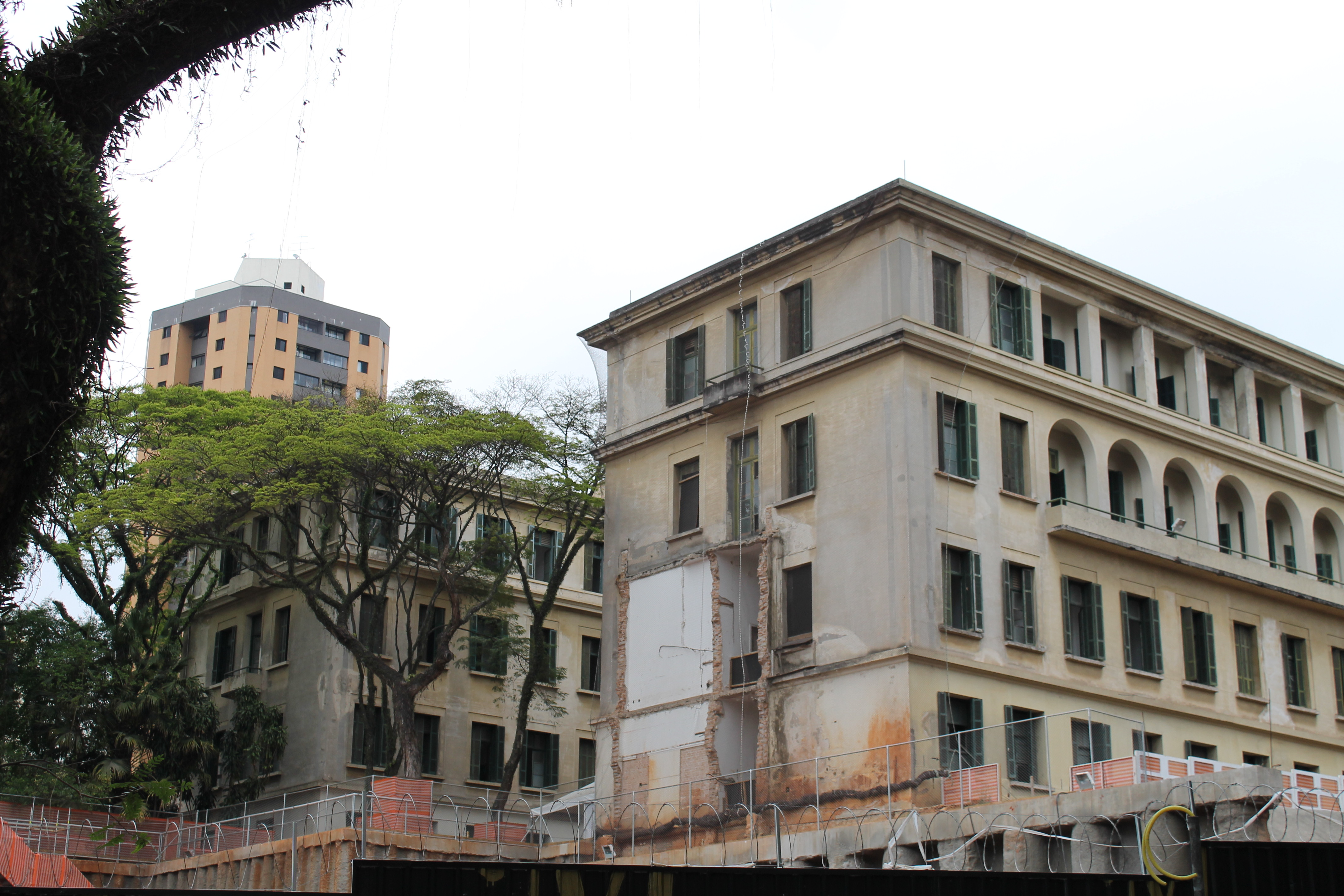
As obras na Maternidade Condessa Filomena Matarazzo.
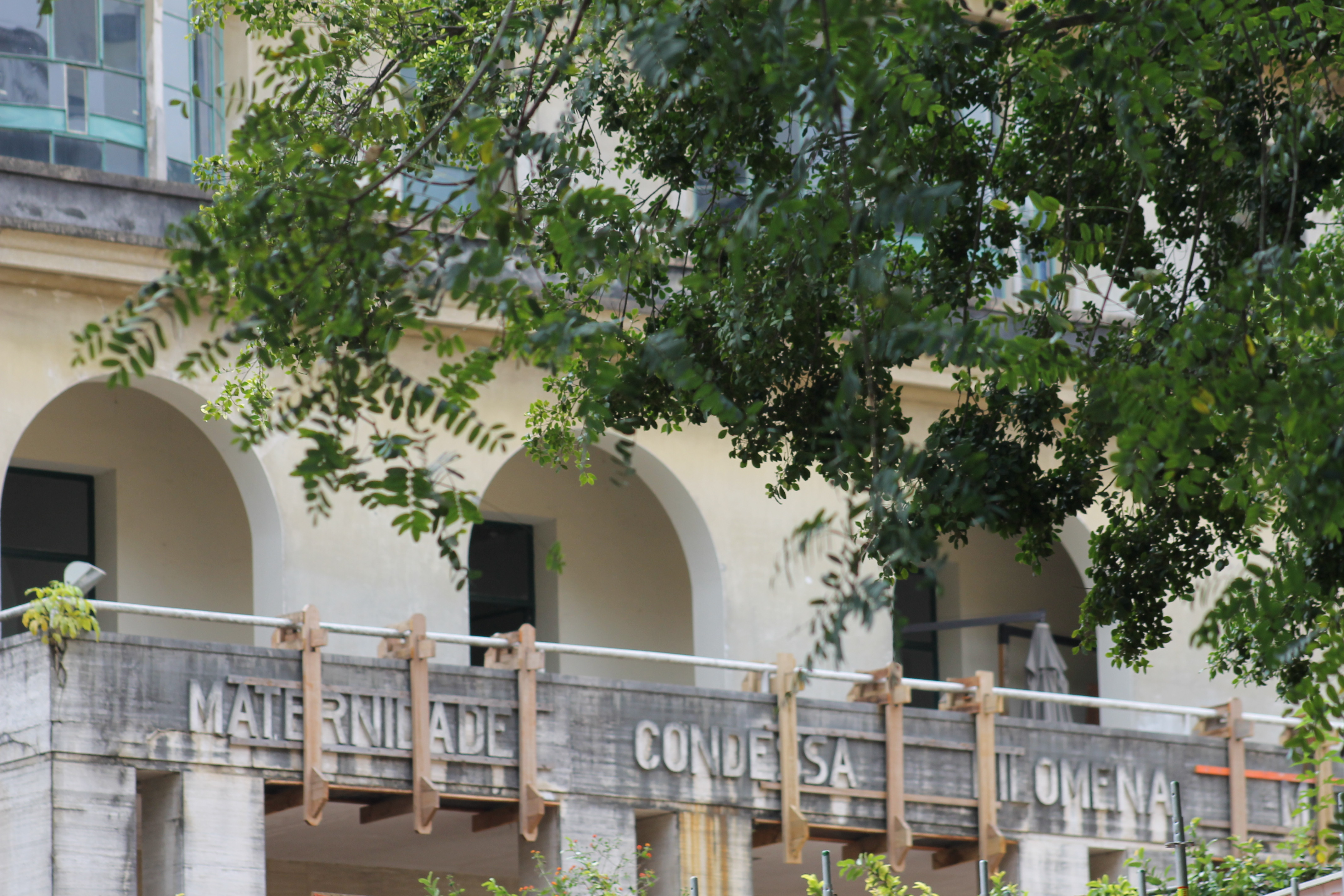
Fachada da Maternidade Condessa Filomena Matarazzo em reforma.
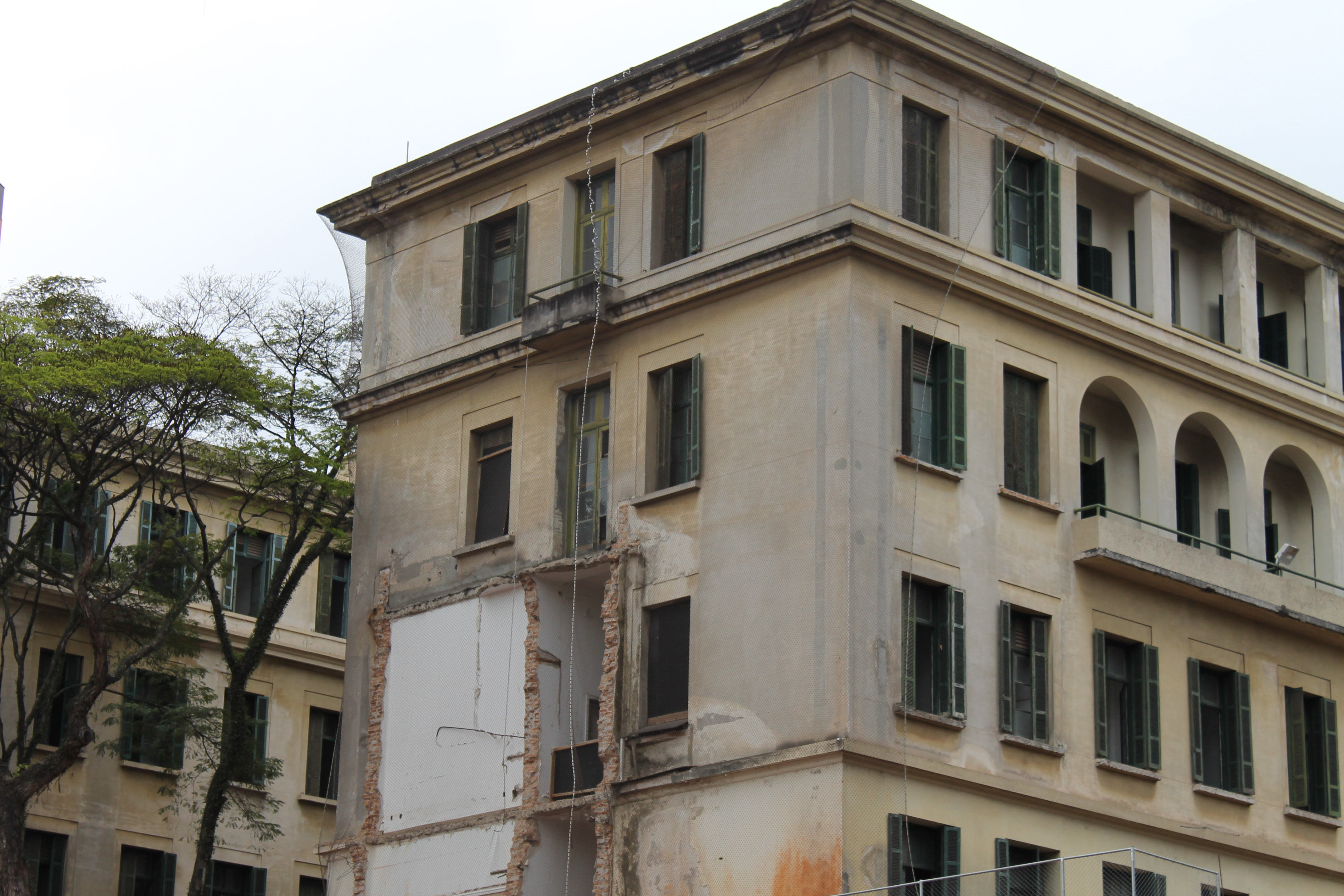
Detalhes da obra no complexo que habrigará o futuro Cidade Matarazzo.

### O Hotel - Torre Rosewood
Intitulado Torre Rosewood, o projeto que leva assinatura do francês Jean Nouvel será um hotel-residência de luxo com 100 metros de altura e 22 andares, contando com algumas áreas públicas e outras privadas. Ao todo, serão 151 quartos para hóspedes e 122 suítes residenciais. Haverá também dois restaurantes, um caviar lounge e um bar, além de SPA, sala de ginástica, terraço e três piscinas. Em formato de jardim vertical, a área verde ocupará 15 000 m2, abrangendo grande variedade de árvores de pequeno e médio porte (algumas com 15 metros de altura) da Mata Atlântica como Jatobás, Sibipurinas, Pitangueiras, Canelinhas, Jacarandás e Goiabeiras. O reconhecido designer francês Philippe Starck cuidará dos interiores e os clientes poderão customizar o espaço com a consultoria do arquiteto Felipe Diniz. A artista Beatriz Milhazes também está entre os nomes de profissionais por trás do projeto. O investimento foi de um bilhão de reais. Atualmente o mesmo encontra-se em construção.